# Ana Menéndez
Ana Menéndez, född 1970 i Los Angeles, är en amerikansk författare och journalist.

### På svenska
- På Kuba var jag en schäfer
- Under lejonets blick
- Hon älskade Che